# 拉斯特鎮區 (密歇根州)
拉斯特鎮區（英語：Rust Township）是位於美國密歇根州蒙莫朗西縣的一個行政鎮區。

## 地方資料
拉斯特鎮區的面積為186.30平方千米，當中陸地面積為177.50平方千米，而水域面積為8.80平方千米。根據2020年美國人口普查的數據，當地共有人口519人，而人口密度為每平方千米2.79人。